# Entrepierna
En los seres humanos, la entrepierna es la parte inferior de la pelvis (la región del cuerpo donde las piernas se unen al torso) y a menudo se considera que incluye la ingle y los genitales.

## Etimología
La entrepierna se deriva de la muleta; «se utilizó por primera vez en 1539 para referirse a un palo bifurcado utilizado como implemento agrícola». Esta región del cuerpo también se describe con otros términos como ingle o zona ventral inferior.

## En ropa
En la ropa, la entrepierna es la zona de los pantalones, pantalones cortos, mallas, etc., donde se unen las piernas. La parte inferior de la entrepierna es el final de la entrepierna. La región de la entrepierna en prendas más pequeñas, como la ropa interior, a veces se denomina bolsa. El ajuste holgado o holgado en la región de la entrepierna a veces se asocia con un enfoque relajado, informal y relajado de los atuendos o atuendos.
La ropa ajustada en la entrepierna a veces se denomina con términos informales como un bulto de hombre o un nudillo de alce en los hombres, y un dedo del pie de camello en las mujeres, especialmente si los labios mayores de la mujer son conspicuos. La presión constrictiva prolongada de la entrepierna sobre los genitales masculinos puede aumentar la probabilidad de detumescencia

## Alcance
El campo semántico del término entrepierna a veces se expande para incluir objetos que tienen una forma similar a la entrepierna humana anatómica. Esto puede incluir estructuras botánicas como el área donde se unen las ramas de los árboles o estructuras mecánicas que se bifurcan o ramifican o donde tiene lugar la ramificación. El término también se había ampliado para incluir la unión de superficies asimétricas en equipos deportivos de tacos o las esquinas de superficies planas generalmente hechas de pizarra de cantera.

## Representaciones en obras de arte
La entrepierna humana se ha representado en obras de arte. En el arte paleolítico, las formas llamadas tectiformes o cuadriláteros a veces se han interpretado como «guías visuales rápidas, recordatorios de la imaginación» de la entrepierna femenina y, por lo general, no representan los pelos de la entrepierna.
Las estatuas de mármol clásicas representan mujeres sin vello púbico; en contraste, las estatuas de hombres «muestran vello púbico rizado».
Durante gran parte de la historia del arte europeo - hasta finales del siglo XVII d. C. - las referencias a la entrepierna femenina se abordaron desde arriba: «El arte generalmente expresaba el sentido de la vulva como un punto en la parte inferior del vientre más que como el encuentro colocar en la parte superior de los muslos».
Los terapeutas del arte han notado «un área de forma triangular o vaginal en los dibujos de víctimas de violación/abuso sexual».